# Harold Wallace
Harold Wallace (ur. 7 września 1975 w Heredii) – kostarykański piłkarz występujący na pozycji obrońcy.

## Kariera
Harold Wallace zaczynał karierę w klubie Deportivo Saprissa, gdzie występował przez jeden sezon (1993–1994). Później grał w LD Alajuelense aż do sezonu 2002–2003, kiedy to został wytransferowany do meksykańskiego zespołu Club San Luis. W San Luis spędził rok i wrócił do poprzedniego klubu, gdzie występował do 2008 roku.
W reprezentacji Kostaryki Wallace grał w latach 1996–2009 i rozegrał w niej 100 meczów, w których zdobył 3 bramki. Występował na dwóch mundialach: w roku 2002 i 2006.